# Renée Faure
Renée Faure (Parigi, 4 novembre 1918 – Clamart, 2 maggio 2005) è stata un'attrice francese.

## Biografia
Figlia di René Faure, direttore dell'ospedale parigino Lariboisière, frequentò i corsi di recitazione di René Simon e André Brunot e nel 1937 superò l'esame di ammissione alla prestigiosa Comédie Française, di cui divenne sociétaire nel 1942. Eccellente interprete di grandi opere teatrali di repertorio, si distinse in particolare in rappresentazioni tratte da Pierre de Marivaux e Alfred de Musset, e ne La dodicesima notte di William Shakespeare e Fedra di Jean Racine.
Nel 1941 Renée Faure fece il suo debutto sul grande schermo in L'assassinio di Papà Natale, primo film francese prodotto dalla Continental Films, casa cinematografica attiva durante l'Occupazione grazie a finanziamenti tedeschi. Il film, in cui la giovane attrice interpretò la figlia di Harry Baur, fu diretto da Christian-Jaque, che la Faure sposerà nel 1947. La coppia girerà insieme altri tre film, Silenziosa minaccia (1945), La Certosa di Parma (1948) e Quando le donne amano (1952), prima di divorziare nel 1953.
Le interpretazioni cinematografiche successive confermarono le qualità di interprete dell'attrice, a suo agio sia nei primi ruoli di ingenua, come in La conversa di Belfort (1943) di Robert Bresson, sia in personaggi più complessi e ambigui di donna passionale, come in Vipera del deserto (1947) e Bel Ami (1955). Recitò accanto a grandi attori dell'epoca, come Gérard Philipe in La Certosa di Parma (1948), e fu partner di Jean Gabin in tre pellicole, Sangue alla testa (1956) di Gilles Grangier, Mio figlio (1959) di Denys de La Patellière e Il presidente (1961) di Henri Verneuil.
L'attrice svolse un'intensa attività teatrale presso la Comédie Française durante tutti gli anni cinquanta, lasciando l'istituzione nel 1963 dopo aver interpretato il ruolo di protagonista nel dramma Maria Stuart di Friedrich von Schiller. Vi farà ritorno trionfalmente solo nel 1987 con il ruolo della priora M.me de Croissy in I dialoghi delle Carmelitane di Georges Bernanos. Durante gli anni sessanta e settanta recitò sui palcoscenici francesi in opere di Jean Cocteau (L'aquila a due teste, 1965), Anton Čechov (Il gabbiano, 1967) e Luigi Pirandello (Liolà, 1973).
Nell'ultima parte della sua carriera, l'attrice diede ancora alcune interessanti interpretazioni sul grande schermo, in particolare nei film Il giudice e l'assassino (1976) di Bertrand Tavernier, nel ruolo di M.me Rousseau accanto a Philippe Noiret e Michel Galabru, e La piccola ladra (1988) di Claude Miller, nel ruolo dell'anziana Mère Busato, al fianco di Charlotte Gainsbourg. La sua ultima apparizione cinematografica risale al 1997 nel film Nel profondo paese straniero, diretto da Fabio Carpi.

## Filmografia parziale

### Cinema
- L'assassinio di Papà Natale (L'assassinat du Père Noël), regia di Christian-Jaque (1941)
- Le Prince charmant, regia di Jean Boyer (1942)
- La conversa di Belfort (Les Anges du péché), regia di Robert Bresson (1943)
- La corte dei miracoli (François Villon), regia di André Zwoboda (1945)
- Silenziosa minaccia (Sortilèges), regia di Christian-Jaque (1945)
- La grande aurora, regia di Giuseppe Maria Scotese (1947)
- Vipera del deserto (Torrents), regia di Serge de Poligny (1947)
- La Certosa di Parma (La Chartreuse de Parme), regia di Christian-Jaque (1948)
- Quando le donne amano (Adorables créatures), regia di Christian-Jaque (1952)
- Koenigsmark, regia di Solange Térac (1953)
- Rasputin (Raspoutine), regia di Georges Combret (1954)
- Bel Ami, regia di Louis Daquin (1955)
- Sangue alla testa (Le Sang à la tête), regia di Gilles Grangier (1956)
- Traffico bianco (Cargaison blanche), regia di Georges Lacombe (1958)
- Mio figlio (Rue des prairies), regia di Denys de La Patellière (1959)
- Il presidente (Le Président), regia di Henri Verneuil (1961)
- L'amante italiana (Les Sultans), regia di Jean Delannoy (1966)
- Il giudice e l'assassino (Le Juge et l'assassin), regia di Bertrand Tavernier (1976)
- La piccola ladra (La Petite Voleuse), regia di Claude Miller (1988)
- L'inconnu dans la maison, regia di Georges Lautner (1992)
- Nel profondo paese straniero (Homère, la dernière odyssée), regia di Fabio Carpi (1997)

### Televisione
- Il commissario Maigret (Maigret) - serie TV, episodio 1x01 (1991)
- Il comandante Florent (Une femme d'honneur) - serie TV, episodio 2x04 (1999)